# Werner Mantz
Werner Mantz (28 de abril de 1901 – 12 de mayo de 1983) fue un fotógrafo alemán adscrito a la Nueva Objetividad.
Estudió en la Escuela de fotografía del Estado de Baviera de Múnich, abriendo en 1921 un estudio en Colonia dedicado al retrato y la fotografía publicitaria. Más tarde se especializó en fotografía de arquitectura, ilustrando las principales construcciones del racionalismo. Tuvo que huir de su país a causa del nazismo, estableciéndose en los Países Bajos, donde entre 1937 y 1938 retrató de forma magistral el mundo de los mineros en Maastricht. Desde 1968 se dedicó a la fotografía de niños.